# Mise (zenei műfaj)
A mise mint zenei műfaj az állandó miseénekeknek (Kyrie, Gloria, Credo, Sanctus, Benedictus és Agnus Dei) hat tételben megkomponált alakja.

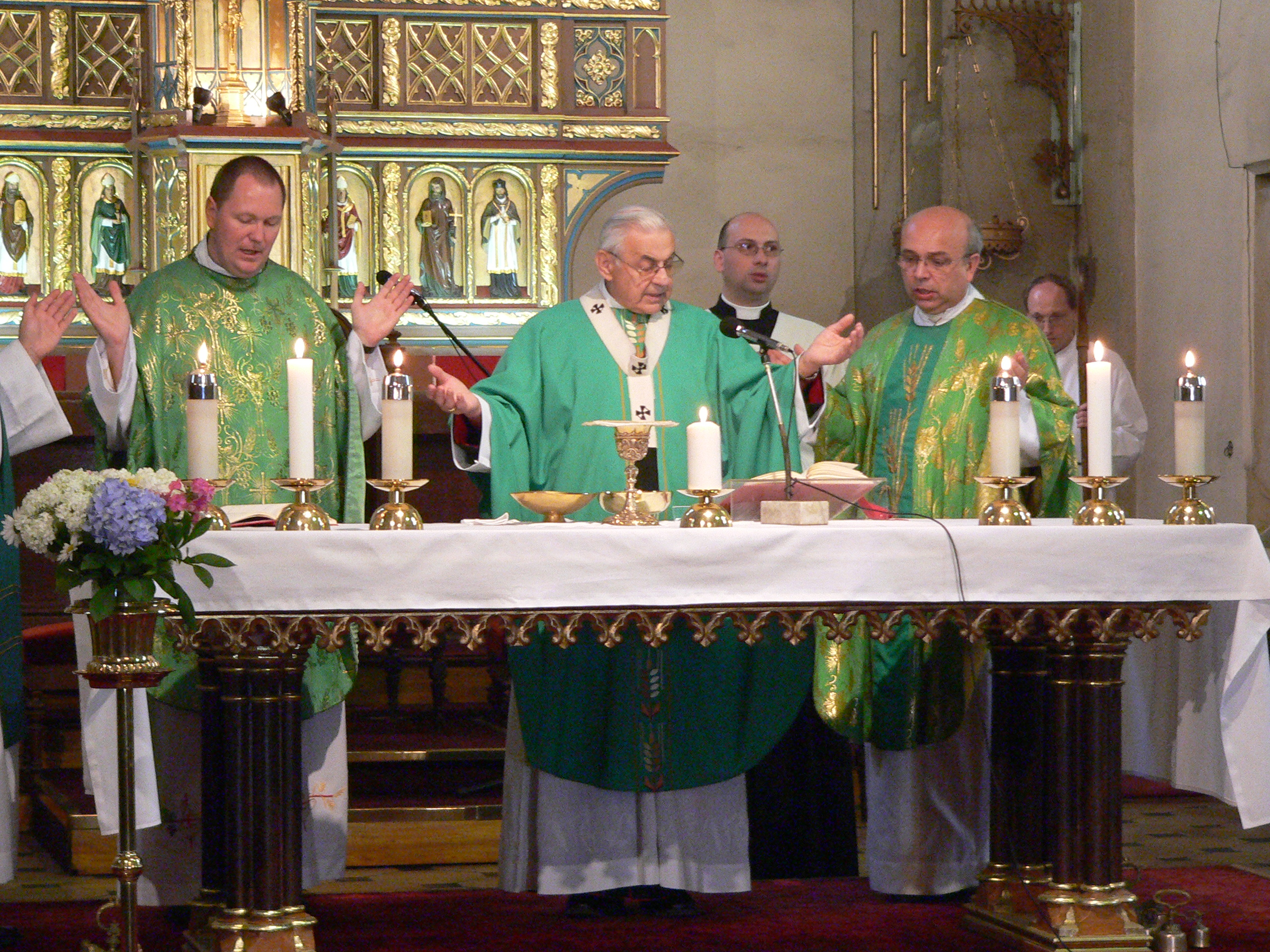
Római katolikus rítusban tartott szentmise

Őse a római Graduale tizennyolc gregorián miséje, melyeknek egymással régebben semmiképp össze nem függő énekeit a 12—13. században kezdték sorozatokká összeillesztgetni. Ez az összeillesztés azonban még ma is annyira laza, hogy bármely miserész pótlására a megfelelő énekek más misékből is 
átvehetők.
A többszólamú éneklés bölcső korában (11—12. század) előfordult már egy-egy megkomponált misetétel is. Mai értelemben vett, végigkomponált misével első ízben a 14. században találkozunk (egy Tournaiban felfedezett kéziraton).
A gregorián dallamú miseének után a 14. században jelent meg a több énekessel és hamarosan a hangszeres, sőt nagyzenekari kísérettel előadott mise, amelyen vagy az ordinarium missae-t értjük, azaz a mise fent felsorolt hat állandó részét, vagy pedig a proprium missae-t, a mise változó részeit: introitus, graduale, alleluja, offertorium és communio. Ehhez társul ünnepek alkalmával a szekvencia és a traktus, a többszólamú zsoltár.
A klasszikus vokál-polifónia kora Palestrinával az élén sok százszámra termelt miséket, valamint a későbbi századok és a modern kor is.
A külső formát nagyjából minden kor az ősmintáról, a gregorián korálisról leste le. A 18. század instrumentális zenéje bőbeszédűségével a formát és terjedelmet túlfejlesztette, sőt a túlméretezett egyes tételeket arányosítási célzattal kantátaszerűen kisebb egységekre is tördelte. Ez ma X. Piusz motu proprio-jának 11. pontja értelmében tilos.
Kiváló zeneszerzők komponáltak „miséket” (pl. Beethoven: Missa Solemnis), de ezek egy része már terjedelme miatt sem alkalmas liturgikus használatra.

## Gregorián misék listája
- Missa I. Lux et origo
- Missa II. Fons bonitatis
- Missa III. Deus sempiterne
- Missa IV. Cunctipotens genitor Deus
- Missa V. Magnae Deus potentiae
- Missa VI. Rex genitor
- Missa VII. Rex splendens
- Missa VIII. De angelis
- Missa IX. Cum Iubilo
- Missa X. Alme Pater
- Missa XI. Orbis factor
- Missa XII. Pater cuncta
- Missa XIII. Stelliferi Conditor orbis
- Missa XIV. Jesu Redemptor
- Missa XV. Dominator Deus
- Missa XVI. In Feriis per annum
- Missa XVII. In Dominicis Adventus et Quadragesimae
- Missa XVIII. Deus genitor alme

## Liturgikus célú misék
Magyarországon gyakran használt, liturgikus célú misék:
- Szigeti Kilián: Missa Hungarica
- Szigeti Kilián: Missa Brevis Hungarorum
- Werner Alajos: Mercedes Mise
- Kodály Zoltán: Magyar Mise
- Lisznyay Szabó Gábor: Boldogasszony Mise